# IV Cuerpo de Ejército (Imperio alemán)
El IV Cuerpo de Ejército (IV. ArmeeKorps) fue una unidad militar del ejército prusiano y el alemán durante el siglo xix y hasta el fin de la Primera Guerra Mundial.

## Historia
Fue una formación del Ejército Imperial Alemán. Se estableció el 3 de octubre de 1815, el Comando General en el Ducado de Sajonia (Generalkommando im Herzogtum Sachsen), y se convirtió en el IV Cuerpo de Ejército el 30 de agosto de 1818. En la guerra del 1870 y 1871, el cuerpo estaba al mando del General Gustav von Alvensleben quien participó en los combates incluyendo Beaumont, Sedan y París. Antes de la Primera Guerra Mundial, que estaba resguardado en Magdeburgo, pero en agosto de 1914, fue transferido al Frente Occidental como parte del 1º Ejército, dejando un cuerpo en la retaguardia en Magdeburg para manejar los asuntos administrativos y de inducción y entrenamiento de los reclutas.

## Comandantes
- General de Infantería Gustav von Alvensleben - (1866 - 1871)
- Mariscal de Campo Leonhard Graf von Blumenthal - (1871 - 1888)
- General de Infantería Wilhelm von Grolmann - (1888 - 1889)
- General de Caballería Karl von Hänisch - (1889 - 1898)
- General de Infantería von Klitzing - (1898 - 1905)
- Mariscal de Campo Paul von Hindenburg - (1903 - 1911)
- General Friedrich Bertram Sixt von Armin - (1911 - 1917)
- Teniente General Richard von Kraewel - (1918)